# Parafia Wniebowzięcia Najświętszej Maryi Panny w Rosochatej
Parafia Wniebowzięcia Najświętszej Maryi Panny w Rosochatej – parafia rzymskokatolicka w dekanacie prochowickim w diecezji legnickiej.